# Gary Williamson (Musiker)
Gary Robert Williamson (* 4. Juni 1944; † 17. April 2019) war ein kanadisch Jazzmusiker (Piano).

## Leben und Wirken
Gary Williamson wuchs in Frenchman’s Bay (Pickering, Ontario) auf und hatte ersten Klavierunterricht bei seiner Großmutter Doss. Er begann 1964 professionell aufzutreten und tourte von 1968 bis 1972 in Asien und Hawaii. Im Laufe seiner Karriere arbeitete er mit Musikern wie Ian McDougall, Kathryn Moses, Kenny Wheeler, Phil Nimmons, Ed Bickert, Dave McMurdo, Sam Noto, Neil Swainson, ab den 1990er-Jahren auch mit Barry Elmes, Phil Dwyer, Rosemary Galloway und mit dem Dave Young/Terry Promane Octet; außerdem unterrichtete er am Banff Center in Alberta, an der University of New Brunswick, an der University of Toronto und dem Etobicoke Board of Education. Im Bereich des Jazz war er zwischen 1975 und 2012 an 20 Aufnahmesessions beteiligt.